# Смияненко, Игорь Николаевич
Смияненко Игорь Николаевич (27 февраля 1958, Кривой Рог, Днепропетровская область — 23 декабря 2017) — советский и украинский металлург. Народный депутат Украины 4-го созыва (2002—2006).

## Биография
Родился 27 февраля 1958 года в городе Кривой Рог.
В 1982 году окончил Днепропетровский металлургический институт по специальности «Обработка металлов давлением», инженер-металлург.
В 1982—1983 годах — слесарь по ремонту металлургического оборудования СПЦ-13, вальцовщик стана горячего вальцевания СПЦ-3, мастер производства СЧПЦ-3, заместитель начальника СПЦ-3 по технологии, заместитель начальника СПЦ-1, начальник СПЦ-1 комбината «Криворожсталь».
В 1998—1999 годах — начальник СПЦ-1 КДЗ «Криворожсталь-прокат».
В 1999—2002 годах — начальник СПЦ-1, заместитель директора по производству, директор по производству комбината «Криворожсталь».
С 14 мая 2002 года по 25 мая 2006 года — народный депутат Украины 4-го созыва от избирательного округа № 33 Днепропетровской области, самовыдвижение, набрал 25,23 % голосов при 10 соперниках. На время выборов — директор по производству комбината «Криворожсталь», беспартийный.
С июня 2002 года — член Комитета по промышленной политике и предпринимательству.
Член политических объединений:
- фракция «Единая Украина» (май — июнь 2002);
- группа «Народовластие» (июнь — октябрь 2002);
- группа «Народный выбор» (октябрь 2002 — май 2004);
- группа «Союз» (май 2004 — май 2005);
- фракция Блока Юлии Тимошенко (май — сентябрь 2005);
- внефракционный (сентябрь — октябрь 2005);
- группа «Доверие народа» (октябрь — декабрь 2005);
- группа «Возрождение» (декабрь 2005);
- фракция политической партии «Возрождение» (декабрь 2005 — февраль 2006);
- фракция Социалистической партии Украины (с февраля 2006).

В марте 2006 года — кандидат в народные депутаты Украины от Социалистической партии Украины, № 50 в списке. На время выборов — народный депутат Украины, беспартийный.
Умер 23 декабря 2017 года.

## Награды
- Государственная премия Украины в области науки и техники (3 декабря 2001) — за разработку и внедрение ресурсосберегающей технологии производства конкурентоспособного на мировом рынке арматурного проката нового поколения[2][3];
- Почётная грамота Кабинета министров Украины (26 декабря 2003)[4].